# Helge Brilioth
Helge Brilioth (7 de mayo de 1931, Växjö, Suecia - 1998, Estocolmo) fue un tenor heroico sueco.
Estudió en el Königlichen Konservatorium sueco con Arne Sunnegård perfeccionándose en el Salzburger Mozarteum y la Academia Nacional de Santa Cecilia en Roma. 
Debutó como barítono en 1959 cantando entre 1962-64 en Bielefeld. A partir de 1965 cantó como tenor, debutando en Otello de Giuseppe Verdi. 
Tuvo larga actuación en el Festival de Bayreuth entre 1969 y 1975 como Siegmund en Die Walküre (1969-71) y en Tristan und Isolde en 1974 bajo la dirección de Carlos Kleiber.
Grabó el papel de Siegfried en Götterdämmerung con Herbert von Karajan. 
Debutó en 1970 en el Metropolitan Opera como Parsifal, regresando como Siegmund, Siegfried, Tristan y Florestan en Fidelio. 
Cantó en los teatros de ópera de Viena, Múnich, Milán, Londres, Copenhague, Helsinki, Oslo, Berlín, París, Barcelona, Budapest y Roma y en los festivales de Wiesbaden, Orange, Glyndebourne y Drottningholm.

## Discografía
- Wagner - Duetos de  Die Walküre y Parsifal / Con: Birgit Nilsson y Norman Bailey. Dir. Leif Segerstam. Philips (LP). 1975
- Wagner - Götterdämmerung / Con: Helga Dernesch, Karl Ridderbusch, Thomas Stewart y Christa Ludwig. Dir. H. von Karajan. DG 457 795-2 (4CD).
- Wagner - Tristan und Isolde. Bayreuth 1974. Dir. Carlos Kleiber. Golden Melodram GM 1-0036 (3 CD).
- Lieder - Wilhelm Peterson-Berger Sven Alin (piano). BIS. (1 CD). 1996.